# Аймен Белаид
Аймен Белаид (на арабски език - أيمن بلعيد) е тунизийски футболист, защитник, който играе за Левски (София).

## Кариера
Белаид започва да тренира футбол в школата на ФК Париж, когато е на 15 години. През 2005 г. се премества в Кан, където играе за отбора до 16 години. През 2008 г. играе за резервния отбор на Баник Мост, а по-късно и за първия и резервния отбор на Спарта (Прага), където привлича вниманието на Гренобъл. Поканен е на проби, които са успешни и през август 2010 г. подписва договор за 2 години.
Неговият по-голям брат – Тижани Белаид, също е футболист.

## Статистика по сезони[3]
| Сезон    | Отбор          | Първенство | Мачове | Голове |
| -------- | -------------- | ---------- | ------ | ------ |
| 2013/ес. | Локомотив (Пд) | А група    | 12     | 1      |
| 2014/пр. | Левски (Сф)    | А група    | 9      | 0      |
| 2014/15  | Левски (Сф)    | А група    | 28     | 0      |